# Ryō Hiraide
Ryō Hiraide (japanisch 平出 涼 Hiraide Ryō; * 18. Juli 1991 in Kai) ist ein japanischer Fußballspieler.

## Karriere
Hiraide erlernte das Fußballspielen in der Jugendmannschaft von FC Tokyo. Seinen ersten Vertrag unterschrieb er 2010 bei FC Tokyo. Der Verein spielte in der höchsten Liga des Landes, der J1 League. 2011 wechselte er zum Zweitligisten Kataller Toyama. Am Ende der Saison 2014 stieg der Verein in die J3 League ab. Für den Verein absolvierte er 201 Ligaspiele. 2018 wechselte er zum Ligakonkurrenten Kagoshima United FC. 2018 wurde er mit dem Verein Vizemeister der dritten Liga und stieg in die zweite Liga auf. Nach einer Saison musste er mit dem Verein wieder den Weg in die Drittklassigkeit antreten. Für Kagoshima bestritt er 41 Ligaspiele. Im Januar 2021 nahm ihn der Viertligist ReinMeer Aomori FC aus Aomori für eine Saison unter Vertrag. Für ReinMeer absolvierte er 27 Ligaspiele. Im Januar 2022 unterschrieb er einen Vertrag beim Ligakonkurrenten Suzuka Point Getters.